# Герман I (маркграф Бранденбурга)
Герман Высокий (нем. Hermann „der Lange“; 1275 — 1 февраля 1308) — маркграф Бранденбург-Зальцведельский.

## Биография
Герман был сыном бранденбургского маркграфа Оттона V и Юдиты Хеннеберг-Кобургской. В 1291 году после смерти брата матери унаследовал часть графства Хеннеберг и Кобург.
Вступив в союз с двоюродным братом Оттоном IV, Герман в 1303 году приобрёл у маркграфа Дицмана Мейсенскую марку, что привело к конфликту с также претендовавшим на неё германским королём Альбрехтом Габсбургом, в котором маркграфов Бранденбурга поддержал чешский король Вацлав II. После его смерти возник план обмена Мейсенской марки (которую хотели возвратить Альбрехту) на Померанию, которую должен был отдать новый чешский король Вацлав III, но этому помешало убийство последнего в 1306 году.
Герман также был вовлечён в дела Силезии, так как после смерти в 1301 году мужа сестры Беатрисы яворского князя Болеслава Сурового он стал опекуном его малолетних детей до того, как в 1305 году старший из них — Бернард Свидницкий — достиг совершеннолетия.
В 1308 году разразилась война между Бранденбургом и Мекленбургом. Герман вместе с кузеном Оттоном IV вторгся в Мекленбург, но умер от болезни во время осады Любца.

## Семья и дети
В 1295 году Герман женился на Анне, дочери Альбрехта Австрийского. У них было четверо детей:
- Ютта (1301—1353), вышла замуж за графа Хеннеберга Генриха VIII и унаследовала Кобург
- Иоганн (1302—1317), наследник
- Матильда (ум.1323), вышла замуж за глогувского князя Генриха IV Верного и унаследовала Нижнюю Лужицу
- Агнесса (1297—1334), унаследовавшая Альтмарк; сначала вышла замуж за бранденбургского маркграфа Вальдемара, а после его смерти — за герцога Брауншвейг-Люнебургского Отто